# باشگاه فوتبال تراکتور در لیگ قهرمانان آسیا
این نوشتار آمار بازی‌های رسمی آسیایی و بین‌المللی باشگاه فوتبال تراکتور را دربردارد. تمامی مسابقاتی که تیم فوتبال تراکتور در رقابت‌های لیگ قهرمانان آسیا انجام داده است، در فهرست زیر قرار دارد. تا سال ۲۰۲۳، از ۲۱ دوره برگزاری رقابت‌های لیگ قهرمانان آسیا این تیم در ۷ دوره از این رقابت‌ها حضور داشته‌است.

## فهرست بازی‌ها

### ۱۱
تراکتور که برای نخستین بار در یازدهمین دوره این جام به‌عنوان نایب‌قهرمان لیگ برتر فوتبال ایران ۹۱-۱۳۹۰ شرکت کرده بود، در گروه خود آخر شد و از راه‌یابی به مرحله بعد بازماند.

### گروهی
در این دوره از بازی‌ها تراکتور با الشباب، الجیش و الجزیره در گروه A هم گروه شد.

### گروه A
| تیم     | بازی | برد | مساوی | باخت | گل‌زده | گل‌خورده | تفاضل‌گل | امتیاز |
| ------- | ---- | --- | ----- | ---- | ----- | ------- | ------- | ------ |
| الشباب  | ۶    | ۴   | ١     | ۱    | ۷     | ۵       | ۲+      | ۱۳     |
| الجیش   | ۶    | ۳   | ۲     | ۱    | ۱۴    | ۹       | ۵+      | ۱۱     |
| الجزیره | ۶    | ۱   | ۲     | ۳    | ۷     | ۱۰      | ۳-      | ۵      |
| تراکتور | ۶    | ‍‍۱   | ۱     | ۴    | ۸     | ۱۲      | ۴-      | ۴      |

| الشباب | الجیش | الجزیره | تراکتور |
| ------ | ----- | ------- | ------- |
| —      | ۲–۰   | ۲–۱     | ۱–۰     |
| ۳–۰    | —     | ۳–۱     | ۳–۳     |
| ۱–۱    | ۱–۱   | —       | ۲–۰     |
| ۰–۱    | ۲–۴   | ۳–۱     | —       |

#### بازی‌های دور گروهی
| ۸ اسفند ۱۳۹۱ ۱ | تراکتور                                      | ۳–۱   | الجزیره   | تبریز، ایران                                          |
| ۱۶:۳۰          | سیدصالحی ۳۶' · کاظمیان ۶۰' · ابراهیم‌زاده ۸۰' | گزارش | مبخوت ۷۹' | ورزشگاه: ورزشگاه سهند تماشاگران: ۶۹٬۸۳۹ داور: تان های |

| ۲۲ اسفند ۱۳۹۱ ۲ | الجیش                                  | ۳–۳   | تراکتور                                | الریان، قطر                                                        |
| ۱۸:۳۰           | ریبیرو ۳۵'، ۸۸' · آدریانو ۶۷' (پنالتی) | گزارش | لوپز ۲۴' · سیدصالحی ۵۱' · گیلسون ۲+۹۰' | ورزشگاه: ورزشگاه احمد بن علی تماشاگران: ۹٬۶۲۲ داور: یویچی نیشیمورا |

| ۱۳ فروردین ۱۳۹۲ ۳ | الشباب       | ۱–۰   | تراکتور | ریاض، عربستان                                               |
| ۲۰:۰۵             | الشمرانی ۳۰' | گزارش |         | ورزشگاه: ورزشگاه ملک فهد تماشاگران: ۳٬۷۸۵ داور: کیم دونگ‌جین |

| ۲۱ فروردین ۱۳۹۲ ۴ | تراکتور | ۰–۱   | الشباب        | تبریز، ایران                                                  |
| ۲۰:۱۵             |         | گزارش | تالیابوئه ۸۴' | ورزشگاه: ورزشگاه سهند تماشاگران: ۵۱٬۳۳۰ داور: والنتین کوالنکو |

| ۴ اردیبهشت ۱۳۹۲ ۵ | الجزیره                  | ۲–۰   | تراکتور | دبی، امارات                                                           |
| ۱۹:۴۵             | اولیویرا ۷' · خاطر ۲+۹۰' | گزارش |         | ورزشگاه: ورزشگاه محمد بن زاید تماشاگران: ۱۳٬۲۴۶ داور: استربره دلوفسکی |

| ۱۱ اردیبهشت ۱۳۹۲ ۶ | تراکتور        | ۲–۴   | الجیش                                                        | تبریز، ایران                                                |
| ۲۱:۵۰              | گیلسون ۳'، ۶۶' | گزارش | ساید ۴۸' (پنالتی) · باکور ۵۲'، ۷۱' (پنالتی) · گو سئول کی ۸۳' | ورزشگاه: ورزشگاه سهند تماشاگران: ۱٬۱۰۰ داور: کیم جونگ-هیئوک |

### ۱۲
تراکتور که برای دومین بار در دوازدهمین دوره این جام به‌عنوان نایب‌قهرمان لیگ برتر فوتبال ایران ۹۲-۱۳۹۱ شرکت کرده بود، در گروه خود آخر شد و از راه‌یابی به مرحله بعد بازماند.

### گروهی
در این دوره از بازی‌ها تراکتور با العین، الاتحاد و لخویا در گروه C هم گروه شد.

### گروه C
| تیم     | بازی | برد | تساوی | باخت | گل‌زده | گل‌خورده | تفاضل‌گل | امتیاز |
| ------- | ---- | --- | ----- | ---- | ----- | ------- | ------- | ------ |
| العین   | ۶    | ۳   | ۲     | ۱    | ۱۴    | ۷       | ۷+      | ۱۱     |
| الاتحاد | ۶    | ۳   | ۱     | ۲    | ۸     | ۶       | ۲+      | ۱۰     |
| لخویا   | ۶    | ۲   | ۱     | ۳    | ۵     | ۱۰      | ۵-      | ۷      |
| تراکتور | ۶    | ۱   | ۲     | ۳    | ۴     | ۸       | ۴-      | ۵      |

| العین | الاتحاد | لخویا | تراکتور |
| ----- | ------- | ----- | ------- |
| —     | ۱–۱     | ۲–۱   | ۳–۱     |
| ۲–۱   | —       | ۳–۱   | ۲–۰     |
| ۰–۵   | ۲–۰     | —     | ۰–۰     |
| ۲–۲   | ۱–۰     | ۰–۱   | —       |

#### بازی‌های دور گروهی
| ۷ اسفند ۱۳۹۲ ۱ | تراکتور                       | ۱–۰              | الاتحاد | تبریز، ایران                                              |
| ۱۶:۰۰          | کریمی '۱۲ '۶۰ · انصاری‌فرد ۸۲' | گزارش خلاصه بازی |         | ورزشگاه: ورزشگاه سهند تماشاگران: ۳۵٬۴۲۰ داور: لیو کواک من |

| ۲۱ اسفند ۱۳۹۲ ۲ | لخویا     | ۰–۰              | تراکتور                | دوحه، قطر                                                            |
| ۱۸:۳۰           | مفتاح '۸۷ | گزارش خلاصه بازی | لک '۱۶ · نصرتی '۵۶ '۸۸ | ورزشگاه: ورزشگاه عبدالله بن خلیفه تماشاگران: ۲٬۴۷۷ داور: کیم دونگ‌جین |

| ۲۷ اسفند ۱۳۹۲ ۳ | العین                          | ۳–۱              | تراکتور       | العین، امارات                                                   |
| ۲۰:۱۵           | گیان ۱۶'، ۷۳' · عبدالرحمان ۴۲' | گزارش خلاصه بازی | فخرالدینی ۴۲' | ورزشگاه: ورزشگاه هزاع بن زاید تماشاگران: ۷٬۱۰۳ داور: جامپی آیدا |

| ۱۲ فروردین ۱۳۹۳ ۴ | تراکتور                  | ۲–۲              | العین                     | تبریز، ایران                                                   |
| ۱۹:۰۰             | دقیقی ۲۰' · احمدزاده ۶۱' | گزارش خلاصه بازی | گیان ۵۴' · عبدالرحمان ۵۹' | ورزشگاه: ورزشگاه سهند تماشاگران: ۳۹٬۱۲۰ داور: محمد تقی الجعفری |

| ۲۶ فروردین ۱۳۹۳ ۵ | الاتحاد                                      | ۲–۰   | تراکتور                                      | مکه، عربستان                                                      |
| ۲۰:۳۰             | اسیری ۱۸' · فتاح ۶۰' · قاسم '۷۶ · بونفیم '۸۷ | گزارش | فخرالدینی '۲۱ '۲۵ · انصاری‌فرد '۱+۴۵ · لک '۶۳ | ورزشگاه: ورزشگاه ملک عبدالعزیز تماشاگران: ۳۰٬۴۰۵ داور: بن ویلیامز |

| ۲ اردیبهشت ۱۳۹۳ ۶ | تراکتور | ۰–۱              | لخویا               | تبریز، ایران                                         |
| ۲۰:۰۰             |         | گزارش خلاصه بازی | بوگهرا ۷۳' (پنالتی) | ورزشگاه: ورزشگاه سهند تماشاگران: ۱٬۹۶۰ داور: وانگ دی |

### ۱۳
تراکتور که برای سومین بار در سیزدهمین دوره این جام به‌عنوان قهرمان جام حذفی فوتبال ایران ۹۳–۱۳۹۲ شرکت کرده بود، در گروه خود آخر شد و از راه‌یابی به مرحله بعد بازماند.

### گروهی
در این دوره از بازی‌ها تراکتور با الاهلی عربستان، الاهلی امارات و نسف قرشی در گروه D هم گروه شد.

### گروه C
| تیم      | بازی | برد | تساوی | باخت | گل‌زده | گل‌خورده | تفاضل‌گل | امتیاز |
| -------- | ---- | --- | ----- | ---- | ----- | ------- | ------- | ------ |
| الاهلی   | ۶    | ۳   | ۳     | ۰    | ۱۱    | ۷       | ۴+      | ۱۲     |
| الاهلی   | ۶    | ۲   | ۲     | ۲    | ۸     | ۸       | ۰       | ۸      |
| نسف قرشی | ۶    | ۲   | ۲     | ۲    | ۵     | ۵       | ۰       | ۸      |
| تراکتور  | ۶    | ۱   | ۱     | ۴    | ۷     | ۱۱      | ۴-      | ۴      |

| الاهلی | الاهلی.ام | نسف قرشی | تراکتور |
| ------ | --------- | -------- | ------- |
| —      | ۲–۱       | ۲–۱      | ۲–۰     |
| ۳–۳    | —         | ۰–۰      | ۳–۲     |
| ۰–۰    | ۰–۱       | —        | ۲–۱     |
| ۲–۲    | ۱–۰       | ۱–۲      | —       |

#### بازی‌های دور گروهی
| ۶ اسفند ۱۳۹۳ ۱ | نسف قرشی                  | ۲–۱              | تراکتور    | نخشب، ازبکستان                                                      |
| ۱۶:۳۰          | شامرادوف ۴۶' · کریموف ۵۲' | گزارش خلاصه بازی | ادینیو ۳۲' | ورزشگاه: ورزشگاه مرکزی قرشی تماشاگران: ۱۱٬۱۶۰ داور: عبدالله الهلالی |

| ۱۳ اسفند ۱۳۹۳ ۲ | تراکتور      | ۱–۰              | الاهلی | تبریز، ایران                                                      |
| ۱۶:۰۰           | احمدزاده ۴۰' | گزارش خلاصه بازی |        | ورزشگاه: ورزشگاه یادگار امام تماشاگران: ۲۵٬۸۳۰ داور: کو هیونگ جین |

| ۲۷ اسفند ۱۳۹۳ ۳ | الاهلی          | ۲–۰              | تراکتور | جده، عربستان                                                    |
| ۲۰:۵۰           | الجاسم ۷۱'، ۷۹' | گزارش خلاصه بازی |         | ورزشگاه: ورزشگاه ملک عبدالله تماشاگران: ۴۵٬۴۸۲ داور: احمد الکاف |

| ۱۸ فروردین ۱۳۹۴ ۴ | تراکتور                               | ۲–۲              | الاهلی        | تبریز، ایران                                                    |
| ۱۶:۰۰             | ادینیو ۵۹' · ثاقبی ۷۷' · احمدزاده '۹۰ | گزارش خلاصه بازی | سوما ۷۳'، ۹۰' | ورزشگاه: ورزشگاه یادگار امام تماشاگران: ۳۲٬۵۰۰ داور: ریوجی ساتو |

| ۱ اردیبهشت ۱۳۹۴ ۵ | تراکتور   | ۱–۲              | نسف قرشی          | تبریز، ایران                                                          |
| ۱۸:۰۰             | کیانی ۵۲' | گزارش خلاصه بازی | گئورکیان ۵۹'، ۷۱' | ورزشگاه: ورزشگاه یادگار امام تماشاگران: ۱۵٬۰۰۰ داور: محمد تقی الجعفری |

| ۱۵ اردیبهشت ۱۳۹۴ ۶ | الاهلی                                 | ۳–۲              | تراکتور                                                                                          | دبی، امارات                                                |
| ۲۰:۰۰              | ریبریو ۵۸' · خلیل ۷۸'، ۸۹' · محمود '۹۰ | گزارش خلاصه بازی | بایرامی ۲۱' · اندوی '۲۳ · پوررحمت الله '۲۵ · نریمان جهان ۶۷' · ایران‌ پوریان '۷۳ · امیرکامدار '۸۶ | ورزشگاه: ورزشگاه الرشید تماشاگران: ۳٬۵۴۰ داور: کیم دونگ‌جین |

### ۱۴
تراکتور که برای چهارمین بار در چهاردهمین دوره این جام به‌عنوان نایب‌قهرمان لیگ برتر فوتبال ایران ۹۴-۱۳۹۳ شرکت کرده بود، پس از صعود از مرحله گروهی، در مرحله یک‌هشتم نهایی مغلوب تیم النصر شد و از گردونه مرحله حذفی حذف شد.

### گروهی
در این دوره از بازی‌ها تراکتور با الهلال، پاختاکور و الجزیره در گروه C هم گروه شد و به عنوان سرگروه به مرحله حذفی راه‌یافت.

### گروه C
| تیم      | بازی | برد | تساوی | باخت | گل‌زده | گل‌خورده | تفاضل‌گل | امتیاز |
| -------- | ---- | --- | ----- | ---- | ----- | ------- | ------- | ------ |
| تراکتور  | ۶    | ۴   | ۰     | ۲    | ۱۰    | ۳       | ۷+      | ۱۲     |
| الهلال   | ۶    | ۳   | ۲     | ۱    | ۱۰    | ۷       | ۳+      | ۱۱     |
| پاختاکور | ۶    | ۳   | ۱     | ۲    | ۱۰    | ۹       | ۱+      | ۱۰     |
| الجزیره  | ۶    | ۰   | ۱     | ۵    | ۲     | ۱۳      | ۱۱-     | ۱      |

| تراکتور | الهلال | پاختاکور | الجزیره |
| ------- | ------ | -------- | ------- |
| —       | ۱–۲    | ۲–۰      | ۴–۰     |
| ۰–۲     | —      | ۴–۱      | ۱–۰     |
| ۱–۰     | ۲–۲    | —        | ۳–۰     |
| ۰–۱     | ۱–۱    | ۱–۳      | —       |

#### بازی‌های دور گروهی
| ۵ اسفند ۱۳۹۴ ۱ | تراکتور                                   | ۴–۰              | الجزیره | تبریز، ایران                                                                                    |
| ۱۶:۰۰          | رحمانی ۴'، ۶۰' · خلیل‌زاده ۱۱' · شریفی ۵۴' | گزارش خلاصه بازی |         | ورزشگاه: ورزشگاه سهند تماشاگران: ۱۳٬۴۵۲ داور: محمد تقی الجعفری مرد مسابقه: سروش رفیعی (تراکتور) |

| ۱۲ اسفند ۱۳۹۴ ۲ | الجزیره | ۰–۱              | تراکتور    | ابوظبی، امارات                                                          |
| ۲۰:۰۰           |         | گزارش خلاصه بازی | رحمانی ۳۲' | ورزشگاه: ورزشگاه محمد بن زاید تماشاگران: ۶٬۸۲۰ داور: هتیکمکانامگه پریرا |

| ۲۵ اسفند ۱۳۹۴ ۳ | پاختاکور   | ۱–۰              | تراکتور | تاشکند، ازبکستان                                                   |
| ۱۵:۳۰           | سرگئیف ۴۱' | گزارش خلاصه بازی |         | ورزشگاه: ورزشگاه مرکزی پاختاکور تماشاگران: ۲٬۲۲۳ داور: کیم دونگ‌جین |

| ۱۸ فروردین ۱۳۹۵ ۴ | تراکتور              | ۲–۰              | پاختاکور | تبریز، ایران                                                                                          |
| ۱۹:۱۵             | سزار ۵۹' · آقایی ۸۲' | گزارش خلاصه بازی |          | ورزشگاه: ورزشگاه سهند تماشاگران: ۳۳٬۴۵۰ داور: یودای یاماموتو مرد مسابقه: آگوستو سزار موریرا (تراکتور) |

| ۳۱ فروردین ۱۳۹۵ ۵ | الهلال | ۰–۲              | تراکتور              | دوحه، قطر                                                     |
| ۲۰:۰۵ |        | گزارش خلاصه بازی | نانگ ۶۶' · حاتمی ۸۲' | ورزشگاه: ورزشگاه سحیم بن حمد تماشاگران: ۲٬۶۴۲ داور: پیتر گرین |
| یادداشت: در آن دوران مسابقات بین نمایندگان ایران و نمایندگان عربستان سعودی به دلیل روابط ایران و عربستان سعودی در کشور سوم برگزار می‌شد. |        |                  |                      |                                                               |

| ۱۴ اردیبهشت ۱۳۹۵ ۶ | تراکتور  | ۱–۲              | الهلال            | مسقط، عمان                                                              |
| ۱۹:۰۰ | نانگ ۴۸' | گزارش خلاصه بازی | الدوساری ۱۵'، ۷۲' | ورزشگاه: مجموعه ورزشی سلطان قابوس تماشاگران: ۸٬۵۴۵ داور: کیم جونگ-هیئوک |
| یادداشت: در آن دوران مسابقات بین نمایندگان ایران و نمایندگان عربستان سعودی به دلیل روابط ایران و عربستان سعودی در کشور سوم برگزار می‌شد. |          |                  |                   |                                                                         |

#### بازی‌های دور حذفی
| ۲۸ اردیبهشت ۱۳۹۵ ۱/۸ | النصر                               | ۴–۱              | تراکتور  | دبی، امارات                                                |
| ۲۱:۱۵                | احمد ۱۵' · صالح ۴۱'، ۷۷' · خمیس ۸۹' | گزارش خلاصه بازی | سزار ۵۹' | ورزشگاه: ورزشگاه المکتوم تماشاگران: ۶٬۷۰۰ داور: ریوجی ساتو |

### ۱۶
تراکتور که برای پنجمین بار در شانزدهمین دوره این جام به‌عنوان کمک نایب‌قهرمان لیگ برتر فوتبال ایران ۹۶–۱۳۹۵ شرکت کرده بود، در گروه خود آخر شد و از راه‌یابی به مرحله بعد بازماند.

### گروهی
در این دوره از بازی‌ها تراکتور با الاهلی، الجزیره و الغرافه در گروه A هم گروه شد.

### گروه A
| تیم     | بازی | برد | تساوی | باخت | گل‌زده | گل‌خورده | تفاضل‌گل | امتیاز |
| ------- | ---- | --- | ----- | ---- | ----- | ------- | ------- | ------ |
| الاهلی  | ۶    | ۴   | ۲     | ۰    | ۹     | ۴       | ۵+      | ۱۳     |
| الجزیره | ۶    | ۲   | ۲     | ۲    | ۹     | ۹       | ۰       | ۸      |
| الغرافه | ۶    | ۲   | ۲     | ۲    | ۱۲    | ۹       | ۳+      | ۸      |
| تراکتور | ۶    | ۰   | ۲     | ۴    | ۲     | ۱۰      | ۸-      | ۲      |

| الاهلی | الجزیره | الغرافه | تراکتور |
| ------ | ------- | ------- | ------- |
| —      | ۲–۱     | ۱–۱     | ۲–۰     |
| ۱–۲    | —       | ۳–۲     | ۰–۰     |
| ۱–۱    | ۲–۳     | —       | ۳–۰     |
| ۰–۱    | ۱–۱     | ۱–۳     | —       |

#### بازی‌های دور گروهی
| ۲۳ بهمن ۱۳۹۶ ۱ | تراکتور                   | ۰–۱              | الاهلی                  | السیب، عمان                                              |
| ۱۹:۰۰ | ایران‌پوریان '۴۹ شربتی '۶۰ | گزارش خلاصه بازی | الجمعان '۴۵ · عسیری ۶۷' | ورزشگاه: ورزشگاه السیب تماشاگران: ۱٬۲۵۳ داور: جامپی آیدا |
| یادداشت: در آن دوران مسابقات بین نمایندگان ایران و نمایندگان عربستان سعودی به دلیل روابط ایران و عربستان سعودی در کشور سوم برگزار می‌شد. |                           |                  |                         |                                                          |

| ۳۰ بهمن ۱۳۹۶ ۲ | الغرافه                                      | ۳–۰              | تراکتور                       | دوحه، قطر                                                                                         |
| ۱۸:۳۰          | طارمی ۱۱'، ۴+۹۰''۷۷ · گریگوف'۲۱ · الیحری '۴۶ | گزارش خلاصه بازی | مهدی‌پور '۴۰ · ایران‌پوریان '۶۹ | ورزشگاه: ورزشگاه ثانی بن جاسم تماشاگران: ۲٬۸۳۳ داور: لیو کواک من مرد مسابقه: مهدی طارمی (الغرافه) |

| ۱۴ اسفند ۱۳۹۶ ۳ | الجزیره                         | ۰–۰              | تراکتور                       | ابوظبی، امارات                                                   |
| ۱۸:۳۰           | جمال '۲۲ الهاشمی '۷۶ الشمسی '۸۵ | گزارش خلاصه بازی | کیانی '۳۶ مطهری '۵۵ آقاسی '۸۷ | ورزشگاه: ورزشگاه محمد بن زاید تماشاگران: ۳٬۳۶۰ داور: کیم دونگ‌جین |

| ۲۲ اسفند ۱۳۹۶ ۴ | تراکتور       | ۱–۱              | الجزیره                                              | تبریز، ایران                                         |
| ۱۶:۰۰           | حاتمی ۷۸' '۸۹ | گزارش خلاصه بازی | رشید '۳۹ · رومارینیو ۴۴' · مبارک '۷۳ · العامری '۱+۹۰ | ورزشگاه: ورزشگاه سهند تماشاگران: ۳٬۳۶۰ داور: فو مینگ |

| ۱۴ فروردین ۱۳۹۷ ۵ | الاهلی                               | ۲–۰              | تراکتور              | العین، امارات                                                 |
| ۲۰:۵۰ | عسیری ۴۹' · السحبی '۷۰ · زکریا ۲+۹۰' | گزارش خلاصه بازی | کیانی'۲۰ · آزادی '۸۱ | ورزشگاه: ورزشگاه طحنون بن محمد تماشاگران: ۱۰۰ داور: پیتر گرین |
| یادداشت: در آن دوران مسابقات بین نمایندگان ایران و نمایندگان عربستان سعودی به دلیل روابط ایران و عربستان سعودی در کشور سوم برگزار می‌شد. |                                      |                  |                      |                                                               |

| ۲۸ فروردین ۱۳۹۷ ۶ | تراکتور                  | ۱–۳              | الغرافه                        | تبریز، ایران                                                                         |
| ۱۹:۰۰             | ایران‌پوریان ۳۱' (پنالتی) | گزارش خلاصه بازی | حسن ۷۰' · حاتم ۷۶' · طارمی ۸۷' | ورزشگاه: ورزشگاه سهند تماشاگران: ۱٬۵۰۰ داور: علی صباح مرد مسابقه: مؤید حسن (الغرافه) |

## آمار تیمی

### عملکرد فصل به فصل
| #  | نتیجه        | فصل     | بازی | برد | مساوی | باخت | گل‌ زده | گل خورده | بهترین گلزن تعداد گل              |
| -- | ------------ | ------- | ---- | --- | ----- | ---- | ------ | -------- | --------------------------------- |
| ۱۱ | مرحله گروهی  | ۲۰۱۳    | ۶    | ۱   | ۱     | ۴    | ۸      | ۱۲       | گیلسون (۳)                        |
| ۱۲ | مرحله گروهی  | ۲۰۱۴    | ۶    | ۱   | ۲     | ۳    | ۴      | ۸        | ۴ بازیکن (۱)                      |
| ۱۳ | مرحله گروهی  | ۲۰۱۵    | ۶    | ۱   | ۱     | ۴    | ۷      | ۱۱       | ادینیو (۲)                        |
| ۱۴ | یک‌هشتم نهایی | ۲۰۱۶    | ۸    | ۵   | ۰     | ۳    | ۱۴     | ۸        | بختیار رحمانی (۳) فرزاد حاتمی (۳) |
| ۱۶ | مرحله گروهی  | ۲۰۱۸    | ۶    | ۰   | ۲     | ۴    | ۲      | ۱۰       | ۲ بازیکن (۱)                      |
| ۲۰ | یک‌هشتم نهایی | ۲۰۲۱    | ۷    | ۲   | ۴     | ۱    | ۶      | ۴        | محمد عباس‌زاده (۴)                 |
| ۲۱ | پلی آف       | ۲۴–۲۰۲۳ | ۱    | ۰   | ۰     | ۱    | ۱      | ۳        | مهدی هاشم‌نژاد (۱)                 |
| ۲۳ |              | ۲۶–۲۰۲۵ |      |     |       |      |        |          |                                   |

## لیگ قهرمانان آسیا ۲
| # | نتیجه          | فصل       | بازی | برد | مساوی | باخت | گل‌ زده | گل خورده | بهترین گلزن تعداد گل  |
| - | -------------- | --------- | ---- | --- | ----- | ---- | ------ | -------- | --------------------- |
| ۱ | یک چهارم نهایی | ۲۰۲۵–۲۰۲۴ | ۸    | ۴   | ۴     | ۰    | ۲۳     | ۱۰       | امیرحسین حسین‌زاده (۷) |